# René Berthelot
Pour les articles homonymes, voir René Berthelot (homonymie) et Berthelot.
René Berthelot est un compositeur et chef d'orchestre français, né le 11 janvier 1903 à Orléans et mort le 6 janvier 1999 dans la même ville.

## L'homme

### Biographie
Grand Orléanais, d'origine modeste, il a fait ses études à l'école primaire avec Roger Secrétain, Paul Sougy et Jean Avezard. L'amitié qui les liait ne devait jamais être démentie. Il fut aussi, dès sa jeunesse, lié par une profonde amitié à Jean Zay, qui fut ministre de l'Éducation nationale de 1936 à 1939, à l'époque du Front populaire.
Grand amateur de littérature, de poésie et tout particulièrement des poèmes symbolistes, Berthelot collabora dès 1923 aux revues orléanaises comme Le Grenier (avec Roger Secrétain, Jean Zay et Claude Léwy) ou Le Mail, et, dans les années 1970, tint une chronique régulière dans le quotidien orléanais La République du Centre.
Mais plus encore que la littérature, la passion de sa vie fut la musique, comme compositeur et directeur de conservatoire.
René Berthelot a beaucoup marqué nombre d'élèves du conservatoire de musique d'Orléans dont il fut le professeur, après y avoir été lui-même un brillant élève. Lorsqu'Antoine Mariotte fut, en 1936, nommé par Jean Zay à la direction de l'Opéra-Comique, René Berthelot devint directeur du Conservatoire National de Musique d'Orléans, dont il fut ensuite le directeur honoraire.
Il resta trente-six ans à la tête de l'établissement, déployant une considérable activité artistique et pédagogique, et se révélant être un excellent administrateur. Il composa un grand nombre de pièces instrumentales ainsi que des mélodies sur les textes des poètes qu'il aimait. Il était aussi l'infatigable animateur de la Société des concerts du Conservatoire d'Orléans.
Lorsque René Berthelot devint directeur du Conservatoire, l'établissement comptait 300 élèves. Ils étaient 800 lorsqu'il le quitta.
Il est monté sur son podium et descendu plus de 3 500 fois et a donné plus de 278 concerts.
René Berthelot a reçu la Légion d'honneur en 1948 par Pierre Chevallier, l'Ordre des Arts et des Lettres ainsi que l'Ordre national du Mérite.
En 1960, il reçoit la médaille d'or au concours internationaux Vercelli en composition ; jamais une médaille d'or n'avait été attribuée jusqu'à ce jour.

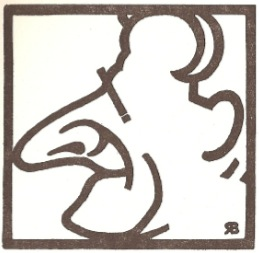
Antoine Mariotte selon René Berthelot (d'après un croquis réalisé en 1922 pendant la classe d'harmonie)

En 2009, la ville d'Orléans ouvre la première rue René Berthelot.

## Distinctions
- Commandeur de l'ordre des Arts et des Lettres
- Chevalier de la Légion d'honneur (1948)

## Ses œuvres

### Piano
- Variations classique sur 'L'Amour de moy ;
- Suite en variations sur Au clair de la lune ;
- Rondoletto scolastico ;
- Sonatine ;
- Valse lointaine ;

- Petit thème varié ;
- Petite suite variée ;
- Au rendez-vous des gammes ;
- Deuxième impromptu ;
- Fileuse à la croisée.

### Violon et piano
- Arioso et Rondo dans le style ancien ;
- Variations sur la Molinara (de Beethoven) ;
- Feuilles d'album.

### Violoncelle et piano
- Arioso appasionato.

### Flûte et piano
- Fauréenne,
- Feuilles d'album,
- Pastorale et danse rustique (enregistré aux U.S.A)

### Hautbois et piano
- Arioso et rondo,
- Air pastorale,
- Complainte et saltarelle,
- La ronde interrompue,
- Lamento et Marcietta,
- Un air triste un air gai,
- Cavatine et scherzetto.

### Clarinette et piano
- Trois pas de danse,
- Lamento et Marcietta,
- Ouled Naïl,
- Un air triste un air gai,
- En berçant l'ourson,

Siciliana malinconica.

### Saxophone et piano
- Adage et arabesque,
- Un air triste un air gai,
- La ronde interrompue,
- En berçant l'ourson,
- Siciliana malinconica.

### Cor et piano
- Frère Jacques,
- Variations brèves 'sur un chant scout'.

### Trompette et piano
- Variations sur Charmante Gabrielle,
- La ronde interrompue,
- Trois pas de danse,
- Lamento et Marcietta,
- Ballade.

### Trombone et piano
- Le roi Renaud.

### Compositions vocales
- Trois vocalises : 1-Pour voix élevées ; 2-Pour voix moyennes ; 3-Pour voix graves (commande du Ministère des Affaires culturelles).

### Mélodies pour chant et piano
- Cinq poésies du grand siècle : Épitaphe de Scarron (Scarron) ; Épitaphe de La Fontaine (la Fontaine) ; La Belle Vieille (François Maynard) ; Réflexion sur la beauté (Antoinette Deshoulières) ; Épigramme sur le mariage (François Maucroix (en)). 1969
- Complainte du roi et de la reine (Paul Fort).
- L'heure propice (Tristan Klingsor).
- Chansons galantes et romanesques (Tristan Klingsor) : 1-La belle d'Argenteuil ; 2-Mademoiselle Rose ; 3-Le Postillon de Longjumeau.
- Si dans cent ans (Tristan Klingsgor).
- La main (Rémy de Gourmont).
- Soupir (Stéphane Mallarmé), 1923
- Oraison dominicale (Notre Père)

### Œuvres chorales
- Pour 4 voix mixtes a cappella
  - Chansons à la française (poésies de Maurice Carême) : I-Berceuse de lune ; II-Chanson des mâts ; III-Le retour du roi ;
  - Le moulin de papier (poésies de Maurice Carême, 1981 ; I- Belle Paola ; II-Berceuse du petit sapin ; III-Le vent frivolant);
  - Epitaphe (poésie anonyme du XVIe siècle, 1961);
  - Chanson de Barberine (poésie d'Alfred de Musset);
  - Ave Maria (sur un thème de Fauré),
  - Heureux ceux qui sont morts (poésie de Charles Péguy ; médaille d'or au concours international de Vercelli de 1960),
  - Batelier de l'Allier (poésie de Maurice Fombeure, 1965),
  - La guerre des baleiniers (poésie de Maurice Fombeure, 1965),
  - Chansons de Marie-des-Anges (poésie de Jean Richepin, 1973),
  - Robin m'aime (d'après Adam de la Halle),
  - Hymne à la nuit (sur un thème de Jean-Philippe Rameau),
  - Cloche d'or cloche d'argent (poésie de Maurice Carême, 1981).
  - Complainte pour les chevaux partis en guerre (poésie de Marc Alyn, 1984)
- Pour 3 voix égales (femmes ou enfants)
  - Chœurs en cinq minutes (voix de femmes ; poésie d'Henri Guérin, 1961): 1-Les éléphants ; 2-Les amours du jardin ; 3-Les yeux du chat ; 4-Les caprices de la poule ; 5-Les trois écus.
  - L'enfance retrouvée (six petits chœurs à voix égales dans le style populaire sur des poésies de Maurice Fombeure : 1-Airs de ronde ; 2-Je stipule…; 3-Comptine ; 4-C'est le joli printemps… ; 5-Chanson de la Belle ; 6-Le clair tamis.
  - Le loup et l'agneau (fable de La Fontaine) 1969 ;
  - Le poulet et le renard (fable de Louis Ratisbonne).
  - La petite classe (poésies de Maurice Carême): 1-La souris de Paris ; 2-Petit village ; 3-La sorcière de Malines (Premier prix au concours de la ville de Paris 1980),
  - L'alligator (poésie de Robert Desnos);
  - Enfantines.
- Pour 2 voix égales
  - À cloche-pied (poésies de Maurice Carême) : 1-Le bonheur ; 2-Cloche d'or, cloche d'argent ; 3-La canne en bois (Mention au concours de composition chorale de la Ville de Paris 1980).

### Chansons populaires harmonisées
- L'amour de moy ;
- Le glas ;
- Les trois marins ;
- Naviguons ma brunette ;
- La petite lingère ;
- Berceuse populaire tchèque (1971).

## Ouvrages

### Ouvrages d'enseignements
- Vingt leçons de solfège avec accompagnement de piano (plusieurs versions sont disponibles suivant le niveau) ; d'autres leçons de solfège se trouvent dans les recueils du solfège contemporain (éditions Billaudot).

### Publications
Différents travaux de pédagogie, d'histoire ou d'analyse musicale ont été publiés par René Berthelot, notamment dans les revues suivantes : 
- Revue musicale ;
- Revue internationale de musique ;
- Revue musicale de France ;
- Éducation musicale ;
- Musica.
- René Berthelot est l'auteur des ouvrages suivants :
  - Orléans qui êtes au pays de Loire, Édition des Amis du musée d'Orléans;
  - Propos de la Quinzaine (1973-1982), Orléans, Éditions de la République du Centre, 1983 (recueil d'articles publiés dans le journal régional La République du Centre ).

### Éditeurs
- Éditions À Cœur Joie ;
- Gérard Delrieu ;
- Alphonse Leduc ;
- Henry Lemoine ;
- Éditions Salabert.